# Гостала

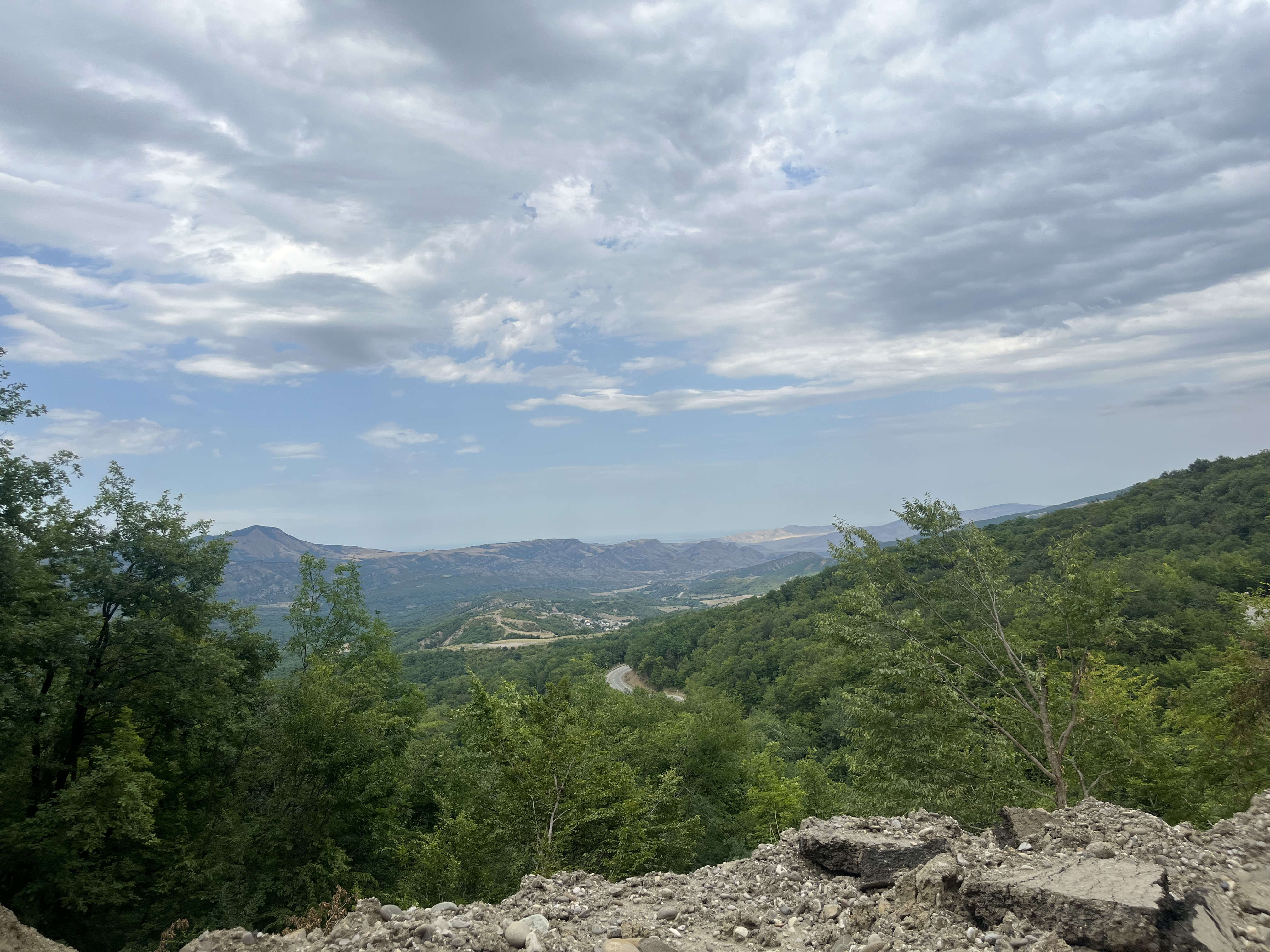
Гостала и Инчха (17.07.2025)

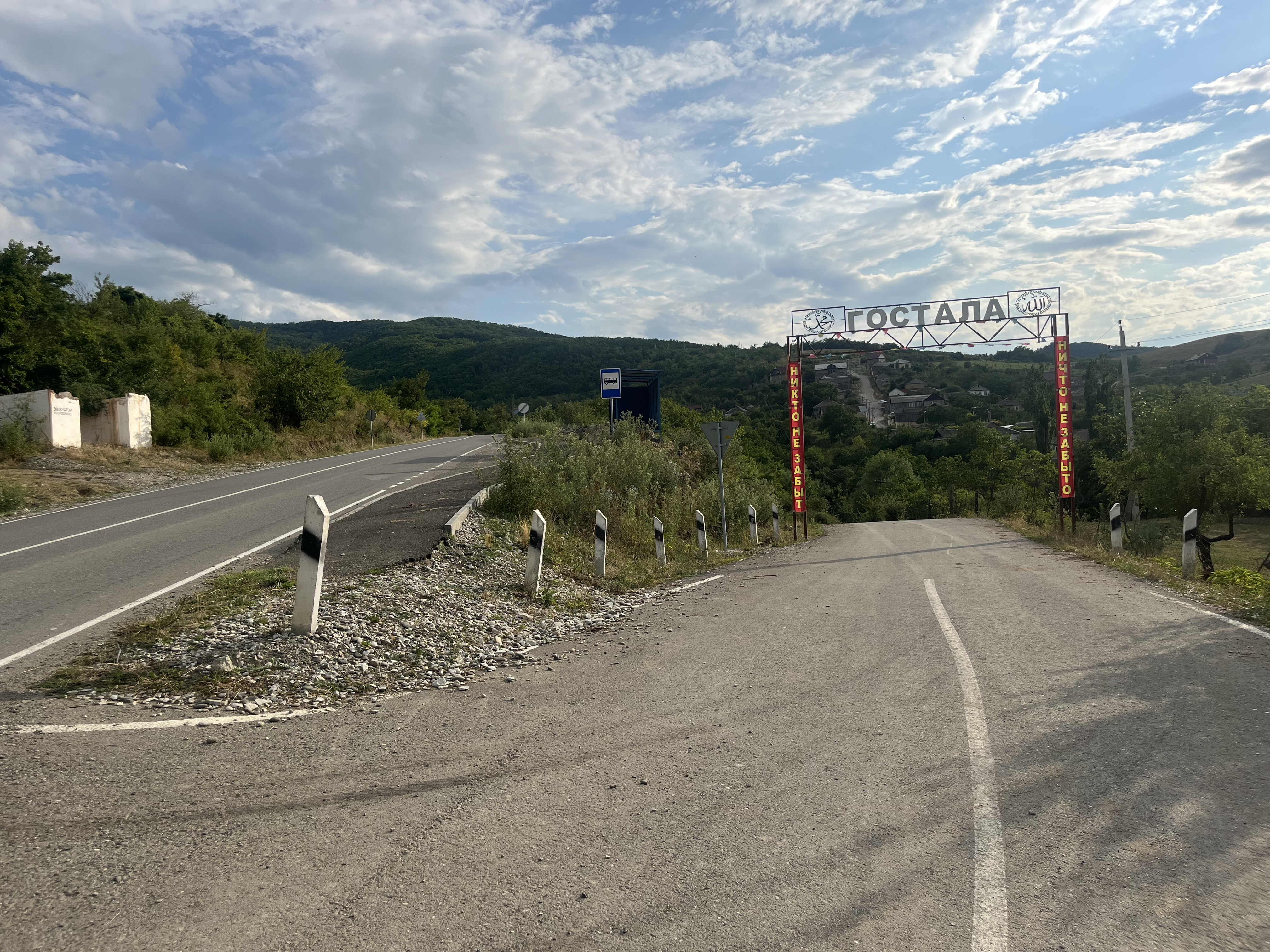
Гостала (17.07.2025)

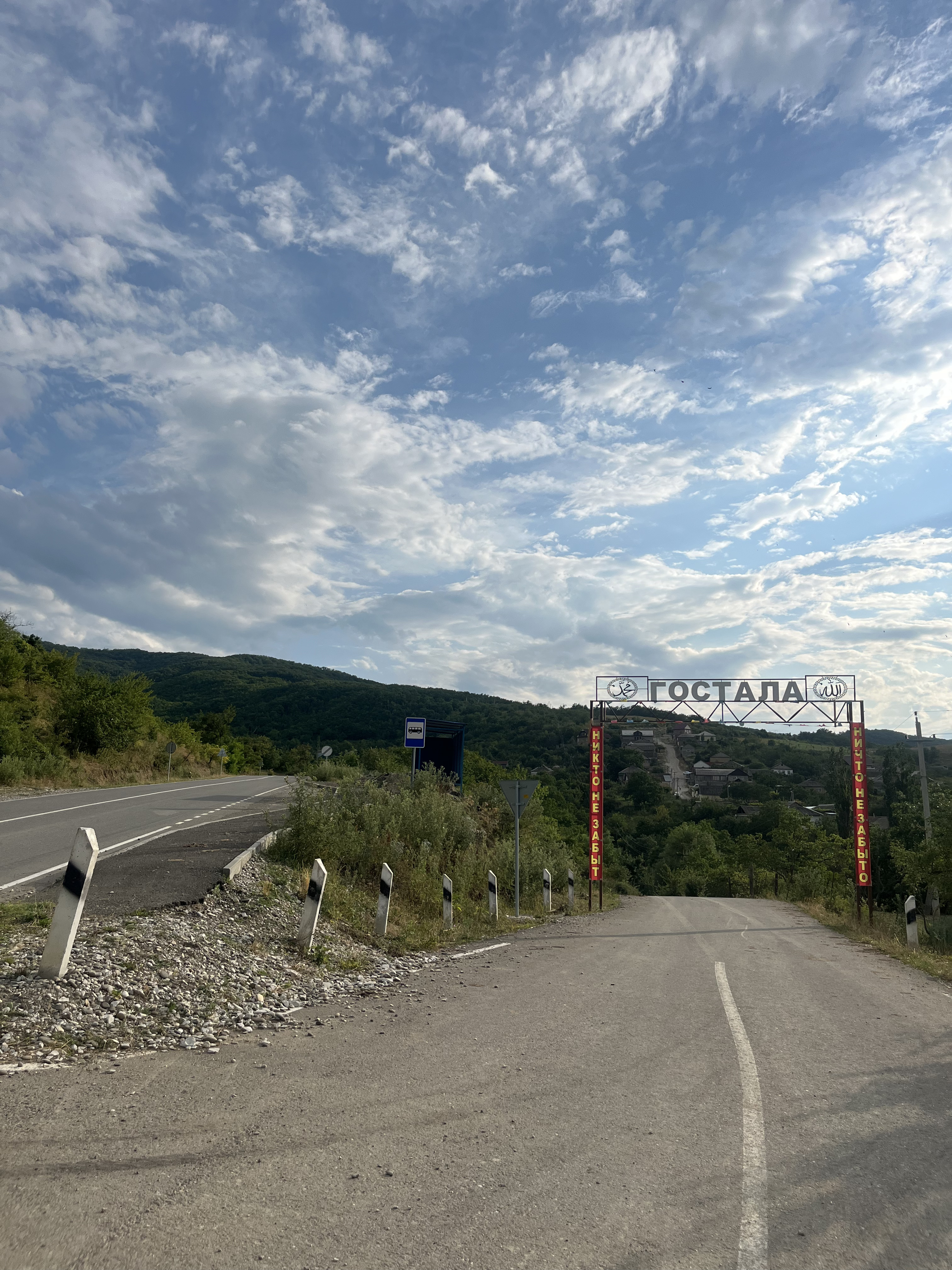
Гостала (17.07.2025)

Гостала — село в Казбековском районе Дагестана.
Образует муниципальное образование село Гостала со статусом сельского поселения как единственный населённый пункт в его составе.

## География
Село расположено к востоку от районного центра Дылым. Ближайшие населённые пункты: на северо-востоке — село Инчха, на юге — село Гуни, на юго-востоке — село Хубар.

## История
Основоположниками села являются представители сел Зило из Ботлихского района (зилосел), Кудали (кудалисел) и Х1улх1улаби, Бачикал.

## Население
| 1889 | 1926 | 1939 | 1970 | 1989 | 2002 | 2010 |
| ---- | ---- | ---- | ---- | ---- | ---- | ---- |
| 184  | ↗244 | ↗297 | ↗370 | ↘300 | ↗361 | ↗517 |
| 2012 | 2013 | 2014 | 2015 | 2016 | 2017 | 2018 |
| →517 | ↗524 | ↗541 | →541 | ↗554 | ↗559 | →559 |
| 2019 | 2020 | 2021 | 2023 | 2024 | 2025 |      |
| →559 | ↗560 | ↗720 | ↗728 | ↗732 | ↗740 |      |

## Инфраструктура
В селе имеются: Госталинская основная школа, библиотека, медресе, медицинский пункт, мечеть.